# Чемпионат мира по дзюдо 2011
27-й чемпионат мира по дзюдо прошёл с 23 по 28 августа 2011 года в Париже (Франция). Было разыграно 16 комплектов наград.
Сборную России возглавил трёхкратный чемпион мира Александр Михайлин.
По итогам лично-командного первенства сборная России в общекомандном зачёте поделила четвёртое место с командой Республики Корея. В активе россиян четыре медали — одно золото и три бронзы. Первенствовала сборная Франции (6-0-1), второй стала команда Японии (5-7-5), третьей — КНР (1-1-0). По числу медалей лидеры — Япония (17), Франция (7) и Бразилия (6). Россияне (4) также поделили четвёртую позицию с южнокорейцами.
В составе сборной России золото завоевал Тагир Хайбулаев (до 100 кг). Бронзовыми призёрами стали Муса Могушков (до 66 кг), Александр Михайлин (свыше 100 кг) и Елена Иващенко (свыше 78 кг).
В 14 олимпийских дисциплинах россияне стали четвёртыми в общем зачете (1-0-3) после японцев (5-6-4), французов (4-0-1) и китайцев (1-1-0).

## Расписание чемпионата
| Дата       | Время | Весовые категории             |
| ---------- | ----- | ----------------------------- |
| 23 августа | 15:30 | Мужчины до 60 кг              |
| 23 августа | 15:30 | Мужчины до 66 кг              |
| 23 августа | 15:30 | Женщины до 48 кг              |
| 24 августа | 15:30 | Мужчины до 73 кг              |
| 24 августа | 15:30 | Женщины до 52 кг              |
| 24 августа | 15:30 | Женщины до 57 кг              |
| 25 августа | 15:30 | Мужчины до 81 кг              |
| 25 августа | 15:30 | Женщины до 63 кг              |
| 26 августа | 15:30 | Мужчины до 90 кг              |
| 26 августа | 15:30 | Женщины до 70 кг              |
| 26 августа | 15:30 | Женщины до 78 кг              |
| 27 августа | 15:30 | Мужчины до 100 кг             |
| 27 августа | 15:30 | Мужчины свыше 100 кг          |
| 27 августа | 15:30 | Женщины свыше 78 кг           |
| 28 августа | 15:00 | Мужчины, командное первенство |
| 28 августа | 15:00 | Женщины, командное первенство |

## Общий медальный зачёт
| Место | Страна           | Золото | Серебро | Бронза | Всего |
| ----- | ---------------- | ------ | ------- | ------ | ----- |
| 1     | Франция          | 6      | 0       | 1      | 7     |
| 2     | Япония           | 5      | 7       | 5      | 17    |
| 3     | Китай            | 1      | 1       | 0      | 2     |
| 4     | Россия           | 1      | 0       | 3      | 4     |
| 4     | Республика Корея | 1      | 0       | 3      | 4     |
| 6     | Узбекистан       | 1      | 0       | 1      | 2     |
| 7     | Греция           | 1      | 0       | 0      | 1     |
| 8     | Бразилия         | 0      | 3       | 3      | 6     |
| 9     | Нидерланды       | 0      | 2       | 1      | 3     |
| 10    | Германия         | 0      | 1       | 1      | 2     |
| 10    | Казахстан        | 0      | 1       | 0      | 1     |
| 10    | Черногория       | 0      | 1       | 0      | 1     |
| 13    | Куба             | 0      | 0       | 2      | 2     |
| 13    | Венгрия          | 0      | 0       | 2      | 2     |
| 13    | Румыния          | 0      | 0       | 2      | 2     |
| 16    | Азербайджан      | 0      | 0       | 1      | 1     |
| 16    | Чехия            | 0      | 0       | 1      | 1     |
| 16    | Грузия           | 0      | 0       | 1      | 1     |
| 16    | Молдова          | 0      | 0       | 1      | 1     |
| 16    | Словения         | 0      | 0       | 1      | 1     |
| 16    | Испания          | 0      | 0       | 1      | 1     |
| 16    | Украина          | 0      | 0       | 1      | 1     |
| 16    | США              | 0      | 0       | 1      | 1     |
| Всего | Всего            | 16     | 16      | 32     | 64    |

## Результаты чемпионата

### Мужчины
| Весовая категория                   | Золото                       | Серебро                     | Бронза                         |
| ----------------------------------- | ---------------------------- | --------------------------- | ------------------------------ |
| До 60 кг Отчёт (недоступная ссылка) | Ришод Собиров Узбекистан     | Хироаки Хираока Япония      | Ильгар Мушкиев Азербайджан     |
| До 60 кг Отчёт (недоступная ссылка) | Ришод Собиров Узбекистан     | Хироаки Хираока Япония      | Георгий Зантарая Украина       |
| До 66 кг Отчёт (недоступная ссылка) | Масаси Эбинума Япония        | Леонардо Кунья Бразилия     | Чо Джун Хо Республика Корея    |
| До 66 кг Отчёт (недоступная ссылка) | Масаси Эбинума Япония        | Леонардо Кунья Бразилия     | Муса Могушков Россия           |
| До 73 кг Отчёт                      | Рики Накая Япония            | Декс Элмонт Нидерланды      | Навруз Джуракобилов Узбекистан |
| До 73 кг Отчёт                      | Рики Накая Япония            | Декс Элмонт Нидерланды      | Юго Легран Франция             |
| До 81 кг Отчёт                      | Ким Джэ Бом Республика Корея | Срджан Мрвалевич Черногория | Леандру Гильейру Бразилия      |
| До 81 кг Отчёт                      | Ким Джэ Бом Республика Корея | Срджан Мрвалевич Черногория | Серджу Тома Молдова            |
| До 90 кг Отчёт                      | Илиас Илиадис Греция         | Дайки Нисияма Япония        | Аслей Гонсалес Куба            |
| До 90 кг Отчёт                      | Илиас Илиадис Греция         | Дайки Нисияма Япония        | Такаси Оно Япония              |
| До 100 кг Отчёт                     | Тагир Хайбулаев Россия       | Максим Раков Казахстан      | Лукаш Крпалек Чехия            |
| До 100 кг Отчёт                     | Тагир Хайбулаев Россия       | Максим Раков Казахстан      | Ираклий Цирекидзе Грузия       |
| Свыше 100 кг Отчёт                  | Тедди Ринер Франция          | Андреас Тёльцер Германия    | Ким Сон Мин Республика Корея   |
| Свыше 100 кг Отчёт                  | Тедди Ринер Франция          | Андреас Тёльцер Германия    | Александр Михайлин Россия      |
| Командное первенство                | Франция                      | Бразилия                    | Республика Корея               |
| Командное первенство                | Франция                      | Бразилия                    | Япония                         |

### Женщины
| Весовая категория                      | Золото                 | Серебро                | Бронза                     |
| -------------------------------------- | ---------------------- | ---------------------- | -------------------------- |
| До 48 кг Отчёт (недоступная ссылка)    | Харуна Асами Япония    | Томоко Фукуми Япония   | Эва Черновицки Венгрия     |
| До 48 кг Отчёт (недоступная ссылка)    | Харуна Асами Япония    | Томоко Фукуми Япония   | Сара Менезес Бразилия      |
| До 52 кг Отчёт (недоступная ссылка)    | Мисато Накамура Япония | Юка Нисида Япония      | Ана Карраскоса Испания     |
| До 52 кг Отчёт (недоступная ссылка)    | Мисато Накамура Япония | Юка Нисида Япония      | Андрея Кицу Румыния        |
| До 57 кг Отчёт (недоступная ссылка)    | Айко Сато Япония       | Рафаэла Силва Бразилия | Корина Кэприориу Румыния   |
| До 57 кг Отчёт (недоступная ссылка)    | Айко Сато Япония       | Рафаэла Силва Бразилия | Каори Мацумото Япония      |
| До 63 кг Отчёт (недоступная ссылка)    | Жевриз Эман Франция    | Ёсиэ Уэно Япония       | Аника ван Эмден Нидерланды |
| До 63 кг Отчёт (недоступная ссылка)    | Жевриз Эман Франция    | Ёсиэ Уэно Япония       | Уршка Жолнир Словения      |
| До 70 кг Отчёт (недоступная ссылка)    | Люси Декосс Франция    | Эдит Босх Нидерланды   | Ёрико Кунихара Япония      |
| До 70 кг Отчёт (недоступная ссылка)    | Люси Декосс Франция    | Эдит Босх Нидерланды   | Анетт Месарош Венгрия      |
| До 78 кг Отчёт (недоступная ссылка)    | Одри Чёмео Франция     | Акари Огата Япония     | Кайла Харрисон США         |
| До 78 кг Отчёт (недоступная ссылка)    | Одри Чёмео Франция     | Акари Огата Япония     | Майра Агиар Бразилия       |
| Свыше 78 кг Отчёт (недоступная ссылка) | Тун Вэнь КНР           | Цинь Цянь КНР          | Елена Иващенко Россия      |
| Свыше 78 кг Отчёт (недоступная ссылка) | Тун Вэнь КНР           | Цинь Цянь КНР          | Мика Сугимото Япония       |
| Командное первенство                   | Франция                | Япония                 | Германия                   |
| Командное первенство                   | Франция                | Япония                 | Куба                       |

## Состав сборной России

### Мужчины
- До 60 кг. Арсен Галстян (Краснодарский край / Адыгея), Беслан Мудранов (Краснодарский край / Кабардино-Балкария).
- До 66 кг. Алим Гаданов (Московская область / Кабардино-Балкария), Муса Могушков (Тюмень).
- До 73 кг. Мурат Кодзоков (Нальчик), Мансур Исаев (Челябинск).
- До 81 кг. Иван Нифонтов (Рязань / Алтайский край), Сиражудин Магомедов (Дагестан).
- До 90 кг. Кирилл Денисов (Челябинск), Камиль Магомедов (Новосибирск).
- До 100 кг. Тагир Хайбулаев (Самара / Санкт-Петербург), Сергей Самойлович (Калининград).
- Свыше 100 кг. Дмитрий Стерхов (Красноярский край), Александр Михайлин (Москва).

### Женщины
- До 48 кг. Наталья Кондратьева (Самара / Московская область), Людмила Богданова (Санкт-Петербург).
- До 52 кг. Наталья Кузютина (Брянск), Анна Харитонова (Москва).
- До 57 кг. Ирина Заблудина (Самара / Московская область), Екатерина Мельникова (Саратов).
- До 63 кг. Марта Лабазина (Нижегородская область), Вера Коваль (Смоленск).
- До 70 кг. Анастасия Губадова (Челябинск), Дарья Давыдова (Тюмень).
- До 78 кг. Вера Москалюк (Нижневартовск), Анастасия Дмитриева (Москва).
- Свыше 78 кг. Елена Иващенко (Тюмень), Теа Донгузашвили (Санкт-Петербург).

### Резерв
Мужчины
- До 60 кг. Евгений Кудяков (Санкт-Петербург).
- До 66 кг. Камал Хан-Магомедов (Дагестан).
- До 81 кг. Иван Воробьёв (Новосибирская область).
- До 90 кг. Кирилл Вопросов (Московская область).
- Свыше 100 кг. Андрей Волков (Рязань).